# Xajax
xajax – biblioteka programistyczna dla języka PHP implementująca AJAX. Aplikacje stworzone z użyciem xajaksa bez odświeżania strony potrafią wywoływać funkcje PHP. W porównaniu z innymi frameworkami programista nie potrzebuje znać języka JavaScript.

## Wymagania

### Po stronie serwera
- PHP 4.3.x lub PHP 5.x
- Serwer Apache lub IIS

### Po stronie klienta
- Wspierane przeglądarki:
  - Internet Explorer 6+
  - Mozilla Firefox
  - Opera 8+
  - Safari 3.0

## Ograniczenia biblioteki
Ograniczeniem biblioteki jest transmisja danych wyłącznie z użyciem XML. Twórcy zamierzają później wprowadzić obsługę JSON i inne formy komunikacji.